# 修水会战
修水會戰發生於1939年3月，日軍為打通前往南昌的道路發動的襲擊。